# Jakob Kjeldbjerg
Jakob Kjeldbjerg, né le 21 octobre 1969 à Frederiks (Danemark), est un  footballeur danois, qui évoluait au poste de défenseur central à Chelsea et en équipe du Danemark. 
Kjeldbjerg a marqué un but lors de ses quatorze sélections avec l'équipe du Danemark entre 1989 et 1992.

## Carrière
- 1987 : Holstebro BK
- 1988-1990 : Viborg FF
- 1991-1993 : Silkeborg IF
- 1993-1997 : Chelsea  [1]

## Palmarès
En équipe nationale
- 14 sélections et 1 but avec l'équipe du Danemark entre 1992 et 1994.

Avec Chelsea
- Finaliste de la Coupe d'Angleterre de football en 1994.